# (32150) 2000 LJ31
2000 LJ31 (asteroide 32150) é um asteroide da cintura principal. Possui uma excentricidade de 0.23470590 e uma inclinação de 5.64682º.
Este asteroide foi descoberto no dia 6 de junho de 2000 por LONEOS em Anderson Mesa.